# Сельское поселение «Хара-Быркинское»
Се́льское поселе́ние «Хара-Быркинское» — муниципальное образование в Оловяннинском районе Забайкальского края Российской Федерации.
Административный центр — село Хара-Бырка.

## История
Статус и границы сельского поселения установлены Законом Читинской области от 19 мая 2004 года «Об установлении границ, наименований вновь образованных муниципальных образований и наделении их статусом сельского, городского поселения в Читинской области»

## Население
| 2010 | 2011 | 2012 | 2013 | 2014 | 2015 | 2016 |
| ---- | ---- | ---- | ---- | ---- | ---- | ---- |
| 568  | ↘556 | ↘540 | ↘514 | ↘483 | ↘462 | ↘433 |
| 2017 | 2018 | 2019 | 2020 | 2021 |      |      |
| ↘416 | ↘409 | ↘383 | ↘369 | ↘261 |      |      |

## Состав сельского поселения
| № | Населённый пункт | Тип населённого пункта       | Население |
| - | ---------------- | ---------------------------- | --------- |
| 1 | Хара-Бырка       | село, административный центр | ↘261      |